# Чистоуст величавый
Чистоу́ст велича́вый, или чистоуст ца́рский, или чистоуст короле́вский, или осму́нда королевская (лат. Osmunda regalis) — крупный папоротник, вид рода Чистоуст.

## Ботаническое описание
Высота растений до 1,5—2,5 м.
Корневище косое, сильно развитое.

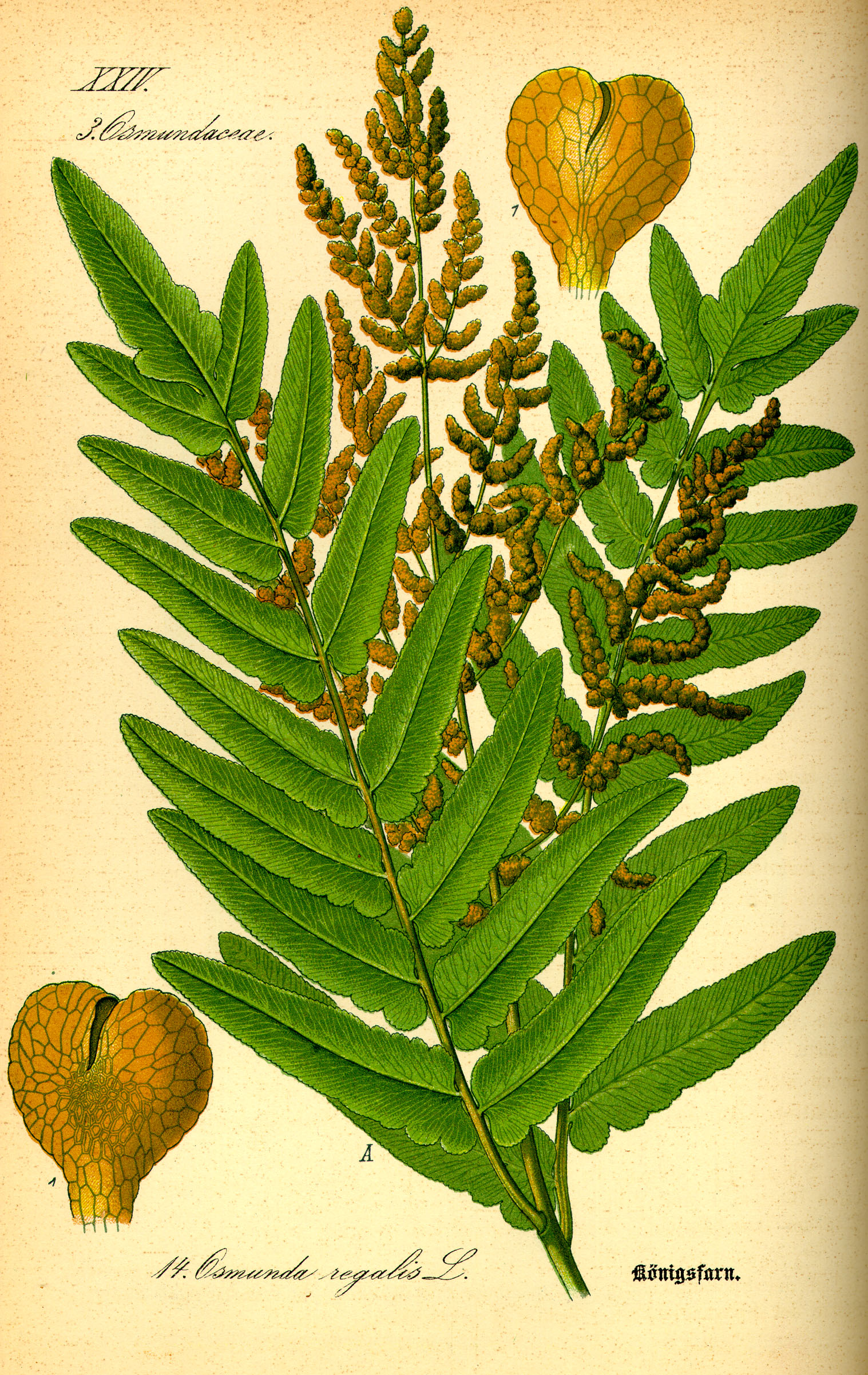

Вайи высокие, широко-овальные, почти кожистые, без опушения, двояко перистые. Черешки желобчатые. Сегменты продолговатые (второго порядка иногда продолговато-ланцетные). Сегменты первого порядка почти супротивные. Сегменты второго порядка иногда оттянутые к верхушке, по краю густо мозолисто-зубчатые, иногда цельнокрайние или более менее зазубренные. Верхние сегменты собраны в конечную метёлку, плодущие, по всей поверхности покрыты сорусами. Жилки бесплодных сегментов входят в вырез между зубчиками.

### Химический состав
В растении найдены липополисахариды, витамины B1 и C, лейкоантоцианы, флавоноиды кверцетин, кемпферол, лактон осмундалин, метиловый и этиловый эфиры пальмитиновой кислоты. В подземной части обнаружен фенол ацилфлороглюцин; дубильные вещества: катехолтанины, галлотанины. Стероид экдистерон есть в надземной части. Подземная часть, листья и споры богаты фенолкарбоновыми кислотами. Споры содержат дубильные вещества, олеиновую, линолевую, пальмитиновую кислоты.

## Распространение и среда обитания
Северная Америка, Вест-Индия, Бермудские острова, Центральная Америка, Южная Америка, Европа, Азия, Африка.
На территории бывшего СССР: юго-западная Белоруссия, западное Закавказье, приморские болота Абхазии.
Ольшаники, торфяные и лесные болота.

## Хозяйственное значение и применение
Декоративное и лекарственное растение. Вид отмечен премией Award of Garden Merit Королевского садоводческого общества Великобритании.
В Японии волоски молодых листьев в смеси с хлопком использовались для изготовления грубых тканей.
Имеет вяжущие свойства, в прошлом использовался при лечении рахита.
Из корневищ изготовляют субстрат для выращивания орхидей и других эпифитных растений.
Растение используют при рахите, кишечных инфекциях, скрофулёзе, как слабительное и антигельминтное.
Корневища в традиционной индийской медицине используют как гемостатическое.
Липополисахариды подземных частей растения в эксперименте на мышах проявляли активность при токсоплазмозе, рекомендованы для лечения заболеваний органов желудочно-кишечного тракта; обладают антихолестериновыми свойствами.
Получены положительные результаты при лечении сахарного диабета в ветеринарии.

## В культуре
Лучше растёт на влажных, кислых почвах в условиях частичного затенения.
Зоны морозостойкости: 3—8.

## Сорта
- 'Cristata'. Высота растений 120—150 см. Отличается раздвоенными на концах долями листьев второго порядка. Зоны морозостойкости: 4—8[10]. Сорт отмечен премией Award of Garden Merit Королевского садоводческого общества Великобритании[11].
- 'Purpurascens'. Отличается красновато-фиолетовым цветом молодых листьев. Зоны морозостойкости: 4—8[12].
- 'Rotundata' M.N. Phillips. Найден в Ирландии[13].
- 'Decomposita' Alex Cowan. Найден в Ирландии[13].

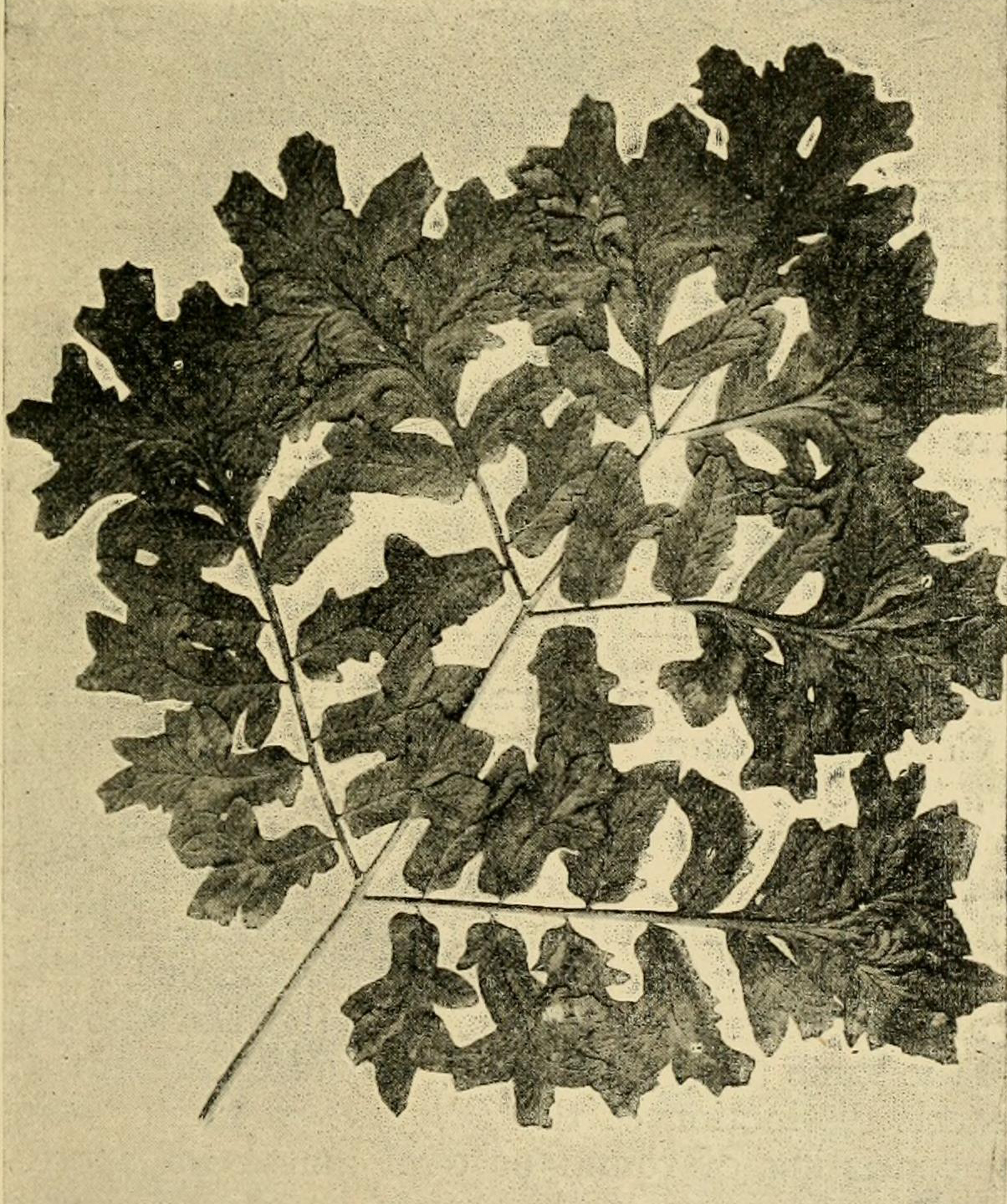
Вайя сорта 'Cristata'
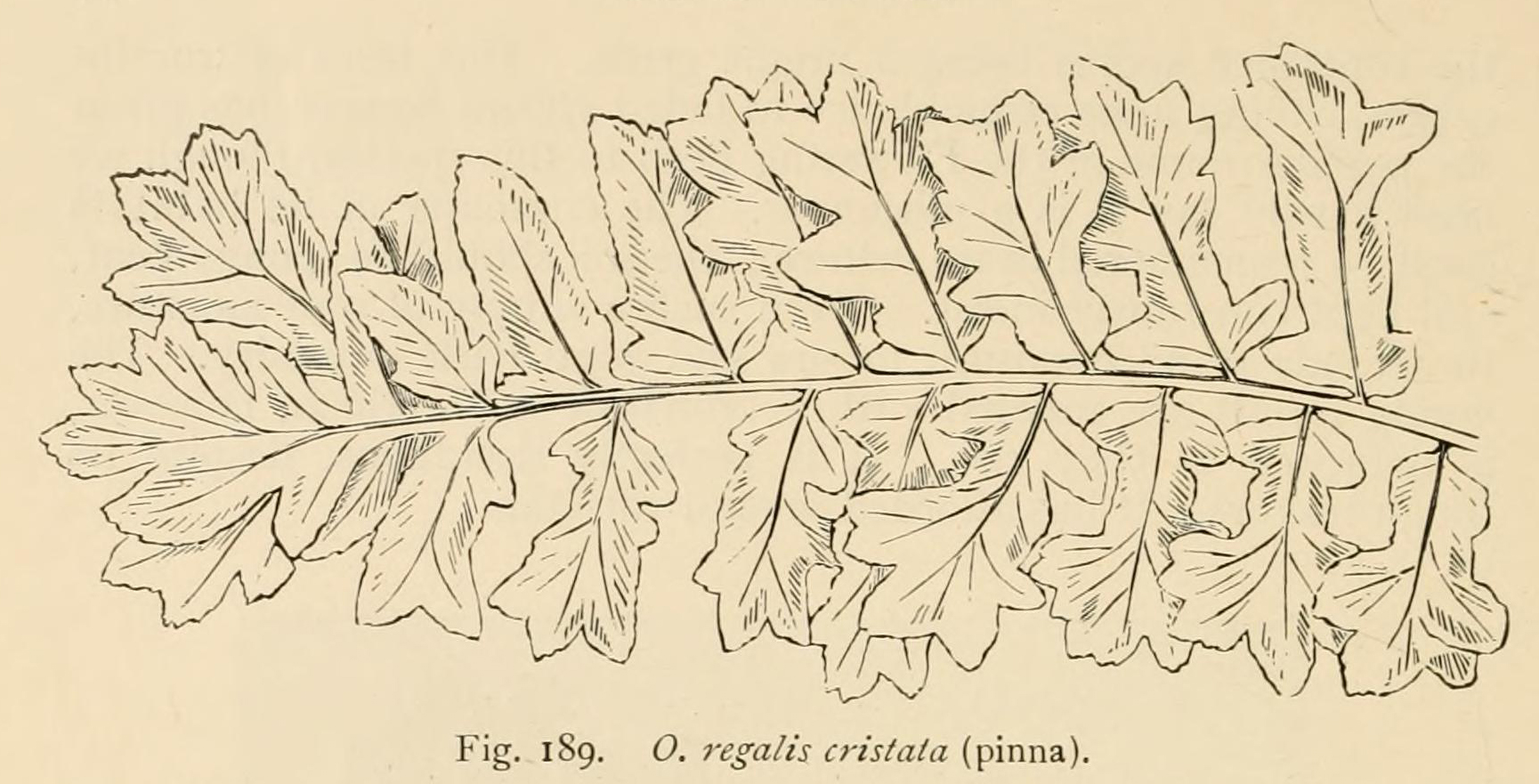
Боковая доля вайи сорта 'Cristata'

## Таксономия

### Синонимы
По данным The Plant List на 2013 год, в синонимику вида входят:
- Aphyllocalpa regalis (L.) Lag., D.García & Clemente
- Osmunda longifolia (C.Presl) A.E.Bobrov
- Osmunda mexicana Fée
- Osmunda obtusifolia Kaulf.
- Osmunda palmeri A.E.Bobrov
- Osmunda palustris Schrad.
- Osmunda schelpei A.E.Bobrov
- Osmunda spectabilis Willd.
- Osmunda transvaalensis A.E.Bobrov
- Struthiopteris regalis (L.) Bernh.